# Pierre Goldman
Pierre Goldman (* 22. Juni 1944 in Lyon; † 20. September 1979 in Paris) war ein französischer linksextremer Aktivist, der kriminelle Straftaten begangen hat. Während seiner Inhaftierung wurde er Schriftsteller und nach seiner Freilassung Journalist. Wegen der ihm vorgeworfenen Ermordung von zwei Apothekerinnen im Jahr 1969 wurde er zunächst zu einer lebenslangen Freiheitsstrafe verurteilt, später jedoch von dieser Anklage freigesprochen. Im Jahr 1979 wurde er auf offener Straße in Paris erschossen.

## Leben
Goldmans Eltern waren Mitglieder des französischen Widerstands. Nach Trennung der Eltern wuchs Goldman bei seinem Vater auf, die Mutter ging zurück nach Polen. Seine Halbbrüder sind die französischen Komponisten Jean-Jacques (auch Interpret) und Robert Goldman (auch Liedtexter). Als Student an der Sorbonne war Goldman Mitglied der Union des étudiants communistes (kommunistische Studentenunion), einer Unterorganisation des Mouvement Jeunes Communistes de France. Früh politisiert, entzog er sich dem Militärdienst, indem er zunächst mehrere Monate bei seiner Mutter nach Warschau, danach weitere Monate in Havanna lebte.
Ende 1967 nach Frankreich zurückgekehrt, wurde er Augenzeuge der Ereignisse des Pariser Mai 1968. Seine Sicht der Vorstellungen und Aktionsformen der Aktivisten des Mai 68 war sehr skeptisch, und er äußerte sich später abfällig über sie: „In spielerischen und masturbatorischen Formen befriedigten sie ihre Sehnsucht nach Geschichte. (…) Sie glaubten sich in der Gewalt, im Aufstand, aber es waren Pflastersteine, die sie warfen, keine Granaten. Sie riefen CRS-SS. Diesen neurotischen Schrei fand ich lächerlich. Die CRS-Männer waren keine SS-Männer, sie selbst waren keine Partisanen.“
Insgesamt vierzehn Monate, in der Zeit von August 1968 bis zum September 1969 hielt Goldman sich in Venezuela auf und war dort Mitglied einer Guerilla-Organisation, ohne dort, nach eigener Darstellung, an Kampfhandlungen teilgenommen zu haben. Er soll allerdings beteiligt gewesen sein an dem Überfall auf die Nationalbank Venezuelas.
Nach der erneuten Rückkehr nach Paris, Anfang Oktober 1969, verübte Goldman mehrere Raubüberfälle und wurde verhaftet. Ein ungeklärter Mord an zwei Apothekerinnen wurde ihm ebenfalls zur Last gelegt. Goldman wurde deshalb im Dezember 1974 vom Cour d’assises von Paris zu lebenslanger Haft wegen Raubes und Mordes verurteilt.
Goldman schrieb während seiner Inhaftierung das Buch Souvenirs obscurs d'un Juif polonais né en France. Er beschreibt darin insbesondere, dass seine beiden Eltern Helden des jüdischen kommunistischen Widerstands in Frankreich waren und dass sein eigenes Handeln von der Besessenheit bestimmt war, ihnen in einer befriedeten Zeit ebenbürtig zu sein. Nach Erscheinen des Buches formierte sich zu seiner Unterstützung ein Komitee, das eine Petition an den Staatspräsidenten Giscard d’Estaing richtete mit der Forderung auf Revision des Urteils. Zu den Unterzeichnern gehörten u. a. Pierre Mendès-France, Yves Montand, Simone Signoret, Françoise Sagan, Régis Debray, Jean-Paul Sartre und Simone de Beauvoir. Wenig später, Ende November 1975, hob der Cour de cassation das Urteil des ersten Prozesses aufgrund eines Formfehlers auf und verwies den Fall an den Cour d’assises von Amiems.
Bei dem neuen Prozess, im Frühjahr 1976, wurde Goldman von den Mordvorwürfen freigesprochen; die Haftzeit wurde nunmehr auf zwölf Jahre festgesetzt; wenige Monate darauf wurde er – aufgrund guter Führung – aus der Haft entlassen.
Nach seiner Freilassung verfasste Goldman einen mit zahlreichen autobiographischen Anspielungen versehenen Roman, L'ordinaire mésaventure d'Archibald Rapoport, und war als Journalist und Redakteur tätig für Libération und Les Temps Modernes. Noch auf Bewährung, wurde er 1979 auf offener Straße in Paris erschossen. Unmittelbar nach der Tat bekannte sich in einem Schreiben an die Agentur AFP die nationalistische Gruppe Honneur de la Police (etwa Ehre der Polizei) zu dem Mord. Im Jahr 2006 veröffentlichte der ehemalige Pariser Polizei-Kommissar Lucien Aimé-Blanc seine Erinnerungen an einige Kriminalfälle, die in der Öffentlichkeit besondere Aufmerksamkeit gefunden hatten. In diesem Buch, L’indic et le commissaire (Der Spitzel und der Kommissar) behauptet er, einer seiner ehemaligen Informanten hätte zugegeben, Goldman im Auftrag der Grupos Antiterroristas de Liberación (GAL) ermordet zu haben. Die GAL war eine rechte spanische Terrorgruppe, die auch in Frankreich aktiv war und die engste Beziehungen zum post-franquistischen spanischen Staat hatte.
Wenige Wochen vor seinem Tod wurde Goldman von der Zeitung Le Monde interviewt. Hier äußerte er die programmatischen Sätze zu seiner jüdischen Identität: „Jüdisch zu sein bedeutet vielleicht einfach, aus einer Familie zu stammen, die von jüdischen Bräuchen und Kultur geprägt war. Mein Leben ist nicht erfüllt von bewusster jüdischer Kultur, jüdischer Musik, jüdischen Büchern oder jüdischer Religion. Es gibt viele Dinge in mir, die nichts mit dem Judentum zu tun haben, aber die eines Juden sind. Jüdisch zu sein ist für mich kein Inhalt, sondern eine Bedingung. Nicht einmal. Es ist ein Rahmen, den ich existenziell mit diesem und jenem fülle. Meine Bücher sind nicht jüdisch, aber in jedem von ihnen steckt die Präsenz der jüdischen Vergangenheit. Jude zu sein bedeutet, die jüdische Vergangenheit zu vermitteln. Warum ist das so wichtig? Wegen des Antisemitismus. Wegen des Hasses. Die einzige Antwort ist Auschwitz. Der Holocaust erneuerte die jüdische Identität für Jahrhunderte.“

## Werke
- Pierre Goldman: Souvenirs obscurs d'un juif polonais né en France. Erstausgabe: 1975, Wiederveröffentlichung: Éditions du Seuil, Paris 2005, ISBN 978-2-02-037176-6.
  - deutsch: Dunkle Erinnerungen eines in Frankreich geborenen polnischen Juden. Aus dem Französischen von Uli Aumüller und Renate Kubisch. März-Verlag, Frankfurt 1980, ISBN 3-88880-068-4.
- L'ordinaire mésaventure d'Archibald Rapoport (1977).

## Graphic Novel
- Emmanuel Moynot: Pierre Goldman – Das Leben eines Anderen, Bahoe Books 2019, ISBN 978-3-903022-91-1

## Film
- 2023 – Cédric Kahn: Der Fall Goldman (Le Procès Goldman)